# Phragmites mauritianus
Phragmites mauritianus är en gräsart som beskrevs av Carl Sigismund Kunth. Phragmites mauritianus ingår i släktet vassläktet, och familjen gräs. Inga underarter finns listade i Catalogue of Life.